# Synclisia scabrida
Synclisia scabrida är en tvåhjärtbladig växtart som beskrevs av John Miers. Synclisia scabrida ingår i släktet Synclisia och familjen Menispermaceae. Inga underarter finns listade i Catalogue of Life.